# کاروانسرای تنگ بستک
کاروانسرای تنگ بستک مربوط به دوره صفوی - دوره قاجار است و در شهرستان بستک، بخش مرکزی، دهستان فتویه واقع شده و این اثر در تاریخ ۲۷ بهمن ۱۳۸۲ با شمارهٔ ثبت ۱۰۹۲۶ به‌عنوان یکی از آثار ملی ایران به ثبت رسیده است.